# Beaman
Beaman és una població dels Estats Units a l'estat d'Iowa. Segons el cens del 2000 tenia 210 habitants.

## Demografia
Segons el cens del 2000, Beaman tenia 210 habitants, 86 habitatges, i 58 famílies. La densitat de població era de 450,5 habitants per km².
Dels 86 habitatges en un 33,7% hi vivien nens de menys de 18 anys, en un 54,7% hi vivien parelles casades, en un 8,1% dones solteres, i en un 31,4% no eren unitats familiars. En el 26,7% dels habitatges hi vivien persones soles el 8,1% de les quals corresponia a persones de 65 anys o més que vivien soles. El nombre mitjà de persones vivint en cada habitatge era de 2,44 i el nombre mitjà de persones que vivien en cada família era de 2,93.
Per edats la població es repartia de la següent manera: un 29% tenia menys de 18 anys, un 8,1% entre 18 i 24, un 29,5% entre 25 i 44, un 17,1% de 45 a 60 i un 16,2% 65 anys o més.
L'edat mediana era de 36 anys. Per cada 100 dones de 18 o més anys hi havia 106,9 homes.
La renda mediana per habitatge era de 45.750 $ i la renda mediana per família de 46.500 $. Els homes tenien una renda mediana de 31.964 $ mentre que les dones 21.042 $. La renda per capita de la població era de 18.960 $. Cap de les famílies i el 0,5% de la població estaven per davall del llindar de pobresa.

## Poblacions més properes
El següent diagrama mostra les poblacions més properes.